# With L.O.V.E. Brown Eyed Girls
Albums de Brown Eyed Girls
Tteonara Ms. Kim
(2007) Sound-G
(2009)
EPs par Brown Eyed Girls
My Style
(2008)
With L.O.V.E. Brown Eyed Girls est le premier mini-album de Brown Eyed Girls, sorti sous le label NegaNetwork le 17 janvier 2008 en Corée du Sud.

## Liste des titres
| 1. | Love Action (Feat. Jo PD (조PD))  | 3:26 |
| 2. | L.O.V.E.                          | 3:37 |
| 3. | Ibyeolpyeonji (이별편지)          | 4:16 |
| 4. | Love Action (Rap By Miryo (미료)) | 3:26 |
| 5. | Love Action (Inst.)               | 3:26 |
| 6. | L.O.V.E. (Inst.)                  | 3:37 |
| 7. | Ibyeolpyeonji (Inst.) (이별편지)  | 4:16 |